# Рокша (посёлок железнодорожной станции)
Рокша — поселок железнодорожной станции в Переславском районе Ярославской области.

## География
Находится в южной части Ярославской области на расстоянии приблизительно 21 км на восток-юго-восток по прямой от районного центра города Переславль-Залесский.

## История
Поселок появился при станции Рокша (ныне остановочный пункт), открытой в 1914 году. До 2018 года входил в состав Рязанцевского сельского поселения.

## Население
Численность населения: 3 человека (русские 100 %) в 2002 году, 0 в 2010.